# Dossier secret
Pour plus de détails, voir Fiche technique et Distribution.
Dossier secret (titre original : Mr. Arkadin) est un film franco-hispano-suisse réalisé par Orson Welles, sorti en 1955.

## Synopsis
Richissime marchand d'armes, Gregory Arkadin (Orson Welles) prétend être devenu amnésique et engage un aventurier sans scrupules, Guy van Stratten (Robert Arden), pour qu'il l'aide à retrouver les témoins de son passé. À mesure que ces derniers éclairent l'enquêteur sur les activités que pratiquait Arkadin avant qu'il ne devienne un magnat tout-puissant, ils sont assassinés...

## Fiche technique
- Titre : Dossier secret
- Titre original : Mr. Arkadin (US) Confidential Report (UK)
- Réalisation : Orson Welles
- Scénario : Orson Welles
- Producteur : Orson Welles
- Producteur exécutif : Louis Dolivet (en)
- Assistants metteurs en scène : José María Ochoa, Mauricio de la Serna, Ferri
- Directeurs de production : Michel Boisrond et Juan N. Solórzano (non crédités)
- Image : Jean Bourgoin, Roger Dormoy (partie française - non crédité)
- Cameramen : Louis Stein, Paul Rodier
- Musique : Paul Misraki
- Chanteuse de saeta : Antoñita Moreno
- Montage : Orson Welles, William Morton (non crédités) et Renzo Lucidi
- Monteuse assistante : Colette Cueille
- Direction artistique : Orson Welles (non crédité)
- Décors : Gil Parrondo et Luis Pérez Espinosa (non crédités)
- Costumes : Orson Welles (non crédité)
- Son : Jacques Lebreton
- Postsynchronisation : Jacques Carrère
- Script-girl : Johanna Horward (en)
- Pays de production :  France /  Espagne /  Suisse
- Sociétés de production : Film Organisation S.A., Cervantes Films, Sevilla Films Studios, Mercury Productions et Bavaria Film
- Sociétés de distribution : Janus Films (USA), Warner Bros. (France)
- Langues : anglais, allemand, français, polonais
- Format : noir et blanc - 1.37 : 1 - Mono (RCA Ultraviolet High Fidelity Sound System)
- Genre : thriller
- Durée : 93, 95, 98 ou 105 minutes (selon le montage)
- Dates de sortie : 
  - Espagne : 27 juin 1955 (Barcelona), 20 octobre 1955 (Madrid)
  - France : 2 juin 1956
- Affiche : Jean Mascii (France)

## Distribution
Par ordre d'apparition au générique :
- Akim Tamiroff (VF : Jean Brochard) : Jakob Zouk
- Grégoire Aslan (VF : Pierre Leproux) : Bracco
- Patricia Medina (VF : Jacqueline Ferrière) : Mily
- Jack Watling (VF : Michel Gudin) : le marquis de Rutleigh
- Orson Welles (VF : Jacques Erwin) : Gregory Arkadin
- Mischa Auer (VF : Georges Hubert) : le professeur Radzinski
- Peter van Eyck (VF : Jean-Claude Michel) : Thaddeus
- Michael Redgrave (VF : Serge Nadaud) : Burgomil Trebitsch
- Suzanne Flon (VF : Elle-même) : la baronne Nagel
- O’Brady (VF : Lui-même) : Oscar
- Katína Paxinoú (VF : Germaine Kerjean) : Sophie
- Tamara Shane (VF : Jacqueline Moresco) : la femme dans l'appartement
- Terence Longdon (VF : Gérard Férat) : le secrétaire
- Paola Mori (VO : Billie Whitelaw / VF : Jacqueline Porel) : Raina Arkadin
- Robert Arden (VF : Raymond Loyer) : Guy van Stratten
- Annabel : une parisienne avec son pain
- Gert Froebe (VF : Richard Francœur) : un policier à Munich
- Eduard Linker (VF : Claude Péran) : un policier à Munich

### Non crédités
- Gordon Heath : le pianiste
- Anne-Marie Mersen
- Antonio Molino Rojo
- Robert Rietty : le contrôleur aérien

## Commentaires et critiques
- « Exilé en Europe, loin de Hollywood, Orson Welles est l'auteur complet de ce film qui traite, dans un univers proche du roman noir, tous ses thèmes majeurs : le pouvoir, la corruption, le mensonge, la manipulation, la mémoire et le secret de la personnalité. Construit à coups de flash-back, empruntant comme Citizen Kane la structure de l'enquête, Monsieur Arkadin est un jeu de miroirs déformants et de pièges, dont la mise en scène multiplie les audaces baroques. Au centre de ce brillant exercice, l'auteur lui-même, en démiurge ambigu, a le charisme et la vulnérabilité d'un héros shakespearien. »[1]
- « Voilà un film déroutant peut-être mais combien excitant, stimulant, enrichissant et dont on aimerait parler pendant des heures tant il est plein de ce que nous aimons trouver dans un film : poésie, nouveauté, insolite, lyrisme et invention.» (François Truffaut, Arts n°572, 13-19 juin 1956).

## Autour du film
- La plantation des cheveux et la forme de la moustache ont été inspirées par celles de Staline à qui, selon Welles, on pouvait comparer Arkadin par son côté « russe sans pitié, plein de sentimentalité pour certaines choses, vous savez ce curieux trait de caractère typiquement slave, j'aime beaucoup ça »[réf. nécessaire].
- Pour le personnage d'Arkadin, Welles s'est inspiré du marchand d'armes Basil Zaharoff[2] .
- Carton d'ouverture : « Un roi puissant demanda un jour au poète : Que pourrais-je vous offrir ? Il répondit sagement : N'importe quoi, sire... sauf votre secret. »
- Le tournage de ce film a eu lieu durant huit mois en 1954 à Madrid et en Espagne, à Munich, Paris et Rome. Quelques scènes, au début du film, sont tournées à Cannes et à Juan-les-Pins.
- L'histoire est inspirée d'un épisode de The Lives of Harry Lime, une émission de théâtre radiophonique de la station britannique Old-Time Radio, qui met elle-même en scène le personnage joué par Orson Welles dans Le Troisième Homme.
- C'est en outre en travaillant sur cette émission de radio, dans laquelle il reprenait le rôle de Harry Lime, que Welles a fait la connaissance de Robert Arden, un acteur américain  de second plan qui travaillait au Royaume-Uni. Il a ensuite décidé de faire de ce comédien très peu connu - et qui l'est resté par la suite - le protagoniste de son film, en lui confiant le rôle-clé de Van Stratten, l'enquêteur qui découvre le passé d'Arkadin. Ce choix de casting a cependant été mal accueilli : la majorité des critiques jugent que la prestation de Robert Arden est l'un des points faibles du film, alors même que son personnage constitue le fil conducteur du récit. Lors de la sortie du film aux États-Unis, le New York Times souligne ainsi l'aspect inégal de l'interprétation, en raison de la présence de Robert Arden, mais aussi de l'actrice principale Paola Mori, compagne de Welles à l’époque [3]. L'historien du cinéma Jonathan Rosenbaum, spécialiste de Welles, se montre moins sévère à l'égard de Robert Arden et considère que la responsabilité en incombe surtout au choix de Welles, qui a délibérément fait de Guy Van Stratten un anti-héros antipathique et peu charismatique[4].
- Au sein du genre Orsonwelles, nommé ainsi en hommage à Orson Welles — regroupant des araignées aranéomorphes de la famille des Linyphiidae endémiques d'Hawaï et dont l'épithète spécifique désignant chaque espèce a été choisie en référence à une œuvre du réalisateur — l'espèce Orsonwelles arcanus, endémique d'Oahu (elle y a été observée en deux endroits, sur Ko'olau Range (en)), a été nommée en référence à Dossier secret (Mr. Arkadin)[5].